# Regno del Sikkim
Il Sikkim (in hindī सिक्किम) fu uno Stato principesco del subcontinente indiano dal 1642 al 1975, avente per capitale Gangtok. Dal 1975 il suo territorio corrisponde all'omonimo stato federato dell'India.

## Storia

Bandiera del Sikkim dal 1877 al 1914 e di nuovo ufficiale dal 1962 al 1967

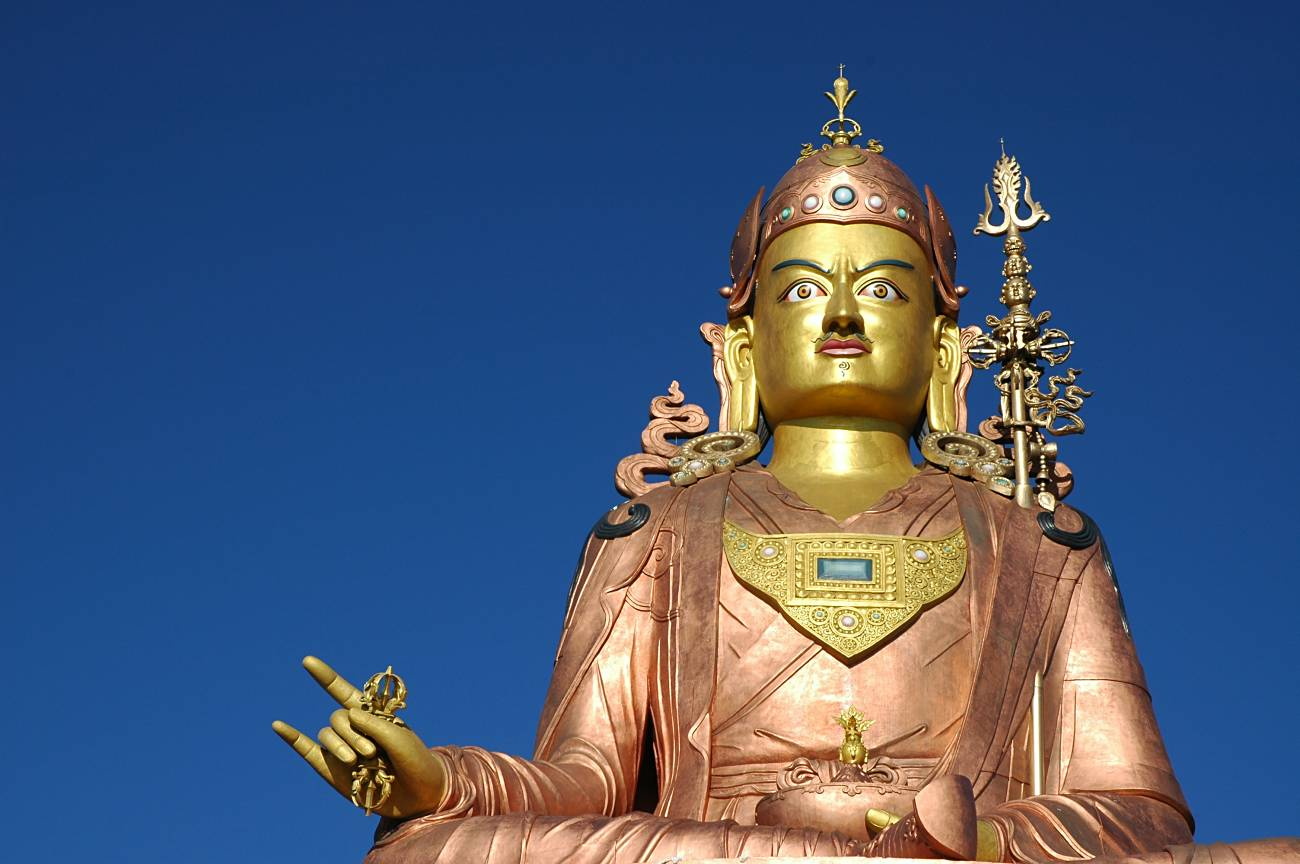
Padmasambhava, patrono del Sikkim, nel Namchi

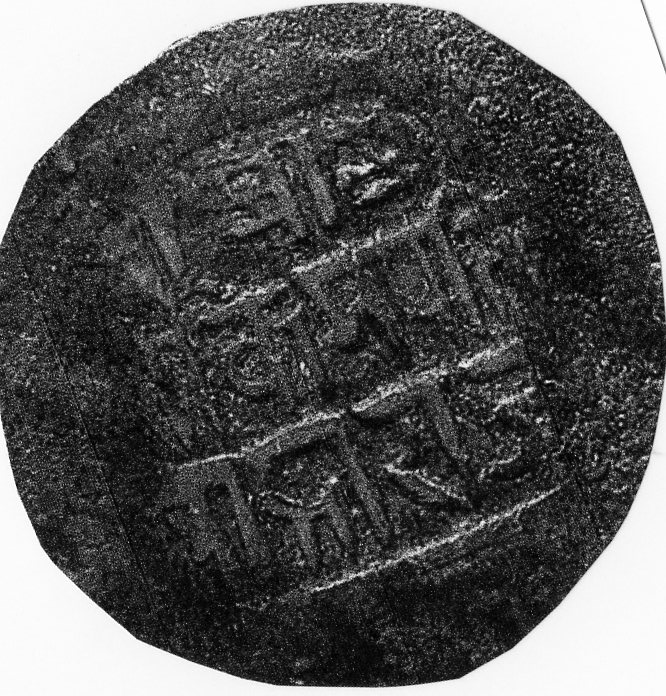
Moneta (1884)

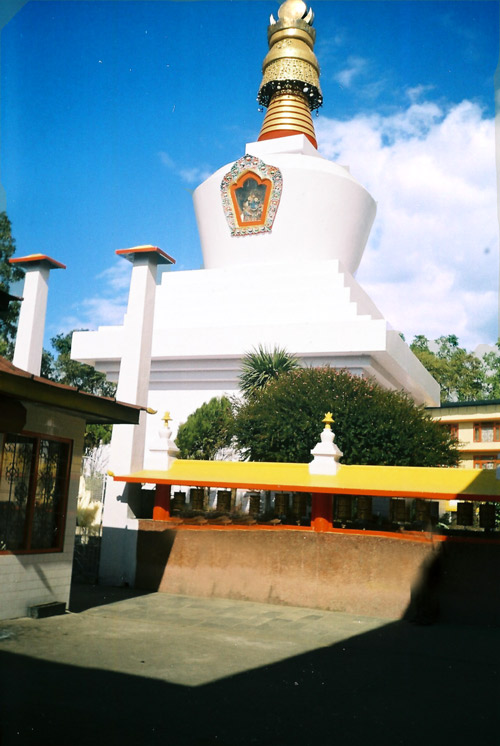
La Dro-dul Chorten Stupa a Gangtok

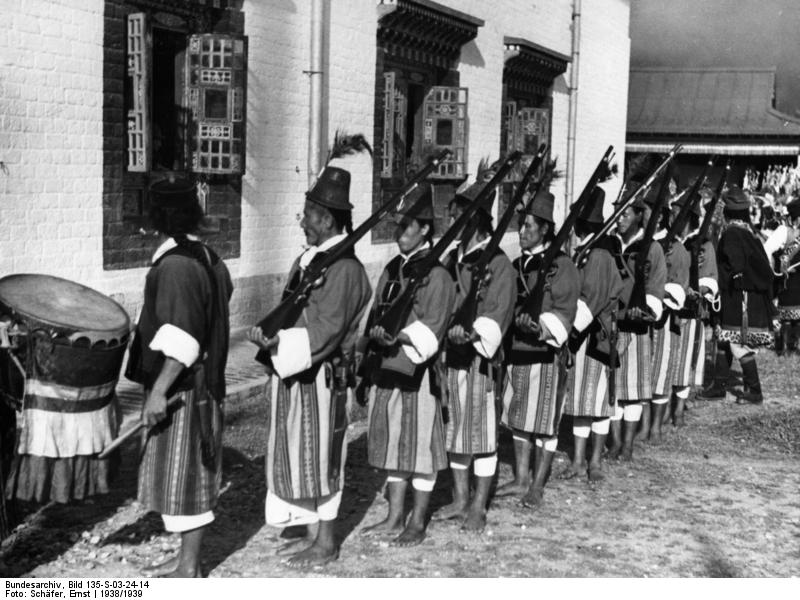
Le guardie reali

Le prime notizie relative al regno himalayano del Sikkim si fanno risalire al passaggio del santo buddista Padmasambhava nell'VIII secolo. Il Guru avrebbe benedetto questa terra introducendovi il buddismo ed avrebbe gettato le basi per la costituzione di una monarchia nell'area. Nel XIV secolo, secondo la leggenda, Khye Bumsa, un principe della casa di Minyak nel Kham, in Tibet orientale, ebbe una rivelazione divina secondo la quale avrebbe dovuto viaggiare verso sud per trovare fortuna, e così fu, dal momento che da lui discese la famiglia reale del Sikkim. Nel 1642 il quinto discendente di Khye Bumsa, Phuntsog Namgyal, venne consacrato quale primo Chogyal (re) del Sikkim dai tre venerati lama che provenivano dal nord, da ovest e da sud sino a Yuksom, dando inizio ufficialmente al periodo monarchico nel paese.
A Phuntsog Namgyal succedette nel 1670 suo figlio, Tensung Namgyal, che trasferì la capitale da Yuksom a Rabdentse. Nel 1700, il Sikkim venne invaso dalle truppe del Bhutan con l'aiuto della cognata del Chogyal, che aveva rinunciato al trono. I bhutanesi vennero scacciati dai tibetani che restaurarono il regno del Chogyal dieci anni dopo. Tra il 1717 ed il 1733, il piccolo reame subì molte invasioni e sommosse, essenzialmente cagionate dai bhutanesi e dai nepalesi che giunsero a distruggere la capitale del Sikkim, Rabdentse. Nel 1791 la Cina inviò alcune truppe in supporto al Sikkim con l'intento di difendere il Tibet dai Gurkha. A seguito della successiva sconfitta del Nepal, la dinastia cinese dei Qing prese il controllo del Sikkim.
Con l'istituzione del British Raj nella vicina India, il Sikkim si alleò con gli inglesi contro il loro comune nemico, il Nepal. I nepalesi, perciò, attaccarono il Sikkim, prendendo il controllo di gran parte della regione tra cui emergevano centri come Terai. Forte di questi successi la Compagnia britannica delle Indie orientali attaccò il Nepal, dando il via alla guerra Gurkha del 1814. Alla fine del conflitto, tre anni più tardi, il Sikkim riottenne dal Nepal i territori annessi in precedenza dai nepalesi stessi. I forti legami tra Sikkim e gli inglesi, ciò nonostante, iniziarono ad indebolirsi quando questi ultimi iniziarono a pretendere la tassazione della regione di Morang in cambio dell'alleanza. Nel 1849 due medici britannici, sir Joseph Dalton Hooker e Archibald Campbell, I duca di Argyll, vennero incaricati di curare le relazioni tra le colonie inglesi e il Sikkim. Gli inglesi, per nulla turbati dalle mancate concessioni da parte del Sikkim, attaccarono il regno himalayano annettendo all'India i distretti di Darjeeling e Morang dal 1853. Questa occupazione, inoltre, diminuì notevolmente i poteri del Chogyal, sottoposto di fatto al volere di un apposito governatore britannico residente nello Stato. Nel 1890 il Sikkim divenne ufficialmente un protettorato britannico.
Quando l'India ottenne l'indipendenza nel 1947, un voto popolare si oppose all'idea che il Sikkim aderisse all'Unione Indiana ed il primo ministro Jawaharlal Nehru si accordò per la realizzazione di uno speciale protettorato indiano sull'area del Sikkim. Questo mantenne, in effetti, la propria autonomia, ma il controllo dei suoi affari esteri, della difesa, della diplomazia e delle comunicazioni venne affidato al governo indiano. Nel 1955 il Sikkim divenne una monarchia costituzionale con la formazione di un consiglio di Stato che andò ad affiancare il Chogyal. Il re stesso, ad ogni modo, aveva perso molto della sua potestà originaria e il suo prestigio presso i sudditi era diminuito. Dopo varie sommosse di fronte al palazzo reale, nel 1975 il Kazi (primo ministro) del Sikkim si appellò al parlamento indiano per l'annessione definitiva all'India contro il volere del sovrano e fu indetto un referendum con il quale il 97,5% della popolazione votante (il 59% dell'intera popolazione del paese) scelse l'unione con l'India. Alcune settimane dopo, il 16 maggio 1975, il Sikkim divenne ufficialmente il 22º Stato federato dell'Unione Indiana e la monarchia venne abolita. L'ultimo re Palden Thondup Namgyal, ormai privo del potere temporale, e la gyalmo, la regina (di origini statunitensi) Hope Cooke, continuarono a risiedere nel palazzo: dopo il divorzio nel 1980 dall'ex sovrano, quest'ultima rientrò a New York per svolgere attività culturali.